# Pico Gnifetti
Pico Gnifetti (em italiano:  Punta Gnifetti ou em alemão:  Signalkuppe) é um dos picos do Monte Rosa, cujo maciço faz de fronteira Itália-Suíça, de um lado com o Piemonte, Itália e do outro com o Valais, Suíça.
Com 4554 m de altitude é um dos cumes dos Alpes com mais de 4000 m, e no seu cimo encontra-se o refúgio de montanha mais alto da Europa, a Cabana Rainha Margarida construída para a visita da rainha Margarida de Saboia, rainha de Itália que lhe deixou o nome.

## Toponímia
O nome de Gnifetti provém do Giovanni Gnifetti, pároco de Alagna Valsesia que o subiu pela primeira vez a 9 de agosto de 1842 com Cristoforo Ferraris, Cristoforo Grober, Giacomo e Giovanni Giordani, Giuseppe Farinetti e dois guias.
Por outro lado, o nome em alemão Signalkuppe, literalmente o cimo do sinal, provém do facto de no pico se encontrar um obelisco rochoso.
O pico Gnifetti é a vertente mais frequentada e a mais fácil dos picos do Monte Rosa e na vertente sul encontra-se o já referido "cimo do sinal" que serve de ponto geodésico da rede primária do IGM (em italiano:  Istituto Geografico Militare) denominado 029901 Punta Gnifetti 